# Mal Cuming
Malcolm „Mal“ Cuming (* 23. Januar 1976 in Melbourne, Victoria) ist ein australischer Dartspieler.

## Karriere
Mal Cuming hatte mit seiner Teilnahme an den BDO World Darts Championship 2019 seinen ersten großen internationalen Auftritt. Dort schied er in der Vorrunde gegen seinen Landsmann Justin Thompson aus. Ein Jahr zuvor hatte er bereits auf der DPA Tour ein Turnier gewinnen können. 2019 erreichte Cuming auf der DPA Tour 2019 erneut zweimal ein Finale, wo er jeweils gegen Gordon Mathers verlor. Im gleichen Jahr holte er sich den Turniersieg beim Newcastle Classic der WDF. 2020 konnte Cuming auf der DPA Tour ein Turnier in Brisbane gewinnen und 2022 folgte der Sieg beim Victorian Classic. Des Weiteren qualifizierte er sich für sein erstes Event der World Series of Darts. Beim New South Wales Darts Masters 2022 unterlag er in der ersten Runde Fallon Sherrock im Decider. Auch beim New Zealand Darts Masters 2022 war Cuming vertreten. Mit 1:6 unterlag er dort Jonny Clayton. Ende Oktober gewann Cuming dann das Oceanic Masters und qualifizierte sich damit für die PDC World Darts Championship 2023. Hierbei unterlag er gegen einen im Turnierverlauf stark spielenden Alan Soutar mit 0:3.
Im Januar 2023 nahm Cuming an der PDC Qualifying School teil. Ihm gelang dabei der Gewinn zweier Punkte für die Rangliste. Für eine Qualifikation zur Final Stage reichte es jedoch nicht.
Anfang April erreichte Cuming beim Victorian Easter Classic der WDF das Halbfinale. Anfang Juni gewann er daraufhin die Canterbury Open in Neuseeland, wofür er Landsmann Michael Cassar mit 5:2 im Finale schlug.

## Weltmeisterschaftsresultate

### BDO
- 2019: Vorrunde (0:3-Niederlage gegen  Justin Thompson)

### PDC
- 2023: 1. Runde (0:3-Niederlage gegen  Alan Soutar)

## Titel

### WDF
- Silber-Turniere 
  - Victorian Classic: (1) 2022